# Wimbledon 1904
De 28e editie van het Britse grandslamtoernooi, Wimbledon 1904, werd gehouden van maandag 20 juni tot en met woensdag 29 juni 1904. Voor de vrouwen was het de 21e editie van het graskampioenschap. Het toernooi werd gespeeld op de toenmalige locatie aan de Worple Road bij de All England Lawn Tennis and Croquet Club in de wijk Wimbledon van de Britse hoofdstad Londen.
Zoals toen gebruikelijk was, speelden de spelers om de titelverdediger uit te dagen in de finale "challenge round".
Titelverdediger Laurence Doherty won van Frank Riseley in de finale.
Titelverdedigster Dorothea Douglass won van Charlotte Cooper in de finale.
De titelverdedigers de broers Laurence en Reginald Doherty wonnen van Frank Riseley en Sydney Howard Smith. De broers Doherty wonnen hun zevende titel.

## Belangrijkste uitslagen
Mannenenkelspel

Finale: Laurence Doherty (Verenigd Koninkrijk) won van Frank Riseley (Verenigd Koninkrijk) met 6–1, 7–5, 8–6 
Vrouwenenkelspel

Finale: Dorothea Douglass (Verenigd Koninkrijk) won van Charlotte Cooper (Verenigd Koninkrijk) met 6–0, 6–3 
Mannendubbelspel

Finale: Laurence Doherty (Verenigd Koninkrijk) en Reginald Doherty (Verenigd Koninkrijk) wonnen van Frank Riseley (Verenigd Koninkrijk) en Sydney Howard Smith (Verenigd Koninkrijk) 6–1, 6–2, 6–4 
Het vrouwendubbelspel en gemengd dubbelspel werden in 1913 voor het eerst georganiseerd.
Een juniorentoernooi werd voor het eerst in 1947 gespeeld.